# Совокупная теоретическая производительность
Совокупная теоретическая производительность (CTP, акроним от англ. Composite Theoretical Performance) - сравнительная единица измерения производительности компьютерных процессоров, означающая количество миллионов теоретических операций в секунду, которые способен выполнять тот или иной процессор. Значение CTP зависит он многих свойств процессора, в частности от архитектуры и скорости шин.
Изначально эта единица производительности сформировалась из требований Бюро промышленности и безопасности  Министерства торговли США в 1991 году для замены более ранней метрики "Processing Data Rate". Главной целью этой затеи была единая система ранжирования процессорных устройств от схем микроэлектроники до суперкомпьютеров. Однако 5 ноября 2007 года были опубликованы поправки к нормативам, регулирующим экспорт, в которых для измерения производительности процессоров в целях экспорта использовалась другая единица - Gigaflops (GFLOPS, гигафлопс). Однако и по сей день в некоторых странах в качестве единицы измерения производительности процессоров продолжает использоваться CTP. Поэтому в целях соблюдения экспортных правил значение CTP продолжает указываться в спецификациях процессоров.
Также эта единица измерения производительности может использоваться как для сравнения процессоров от разных компаний, так и для сравнения производительности мультипроцессорных систем.